# Tipula loganensis
Tipula loganensis är en tvåvingeart som beskrevs av Alexander 1946. Tipula loganensis ingår i släktet Tipula och familjen storharkrankar. Inga underarter finns listade i Catalogue of Life.